# ألفارو إيرنيستو
ألفارو إيرنيستو (بالإسبانية: Álvaro Ernesto)‏ هو ملحن ومنتج أسطوانات بيروفي، ولد في 1984.